# Arizona Veterans Memorial Coliseum
Das Arizona Veterans Memorial Coliseum ist eine Mehrzweckhalle in der US-amerikanischen Stadt Phoenix, Hauptstadt des Bundesstaates Arizona. Die Arena wurde Mitte der 1960er Jahre erbaut und kostete sieben Millionen US-Dollar. Zu Eishockeyspielen bietet sie 13.370 Plätze und bei Basketballspielen können 14.870 Besucher die Partien verfolgen.

## Geschichte

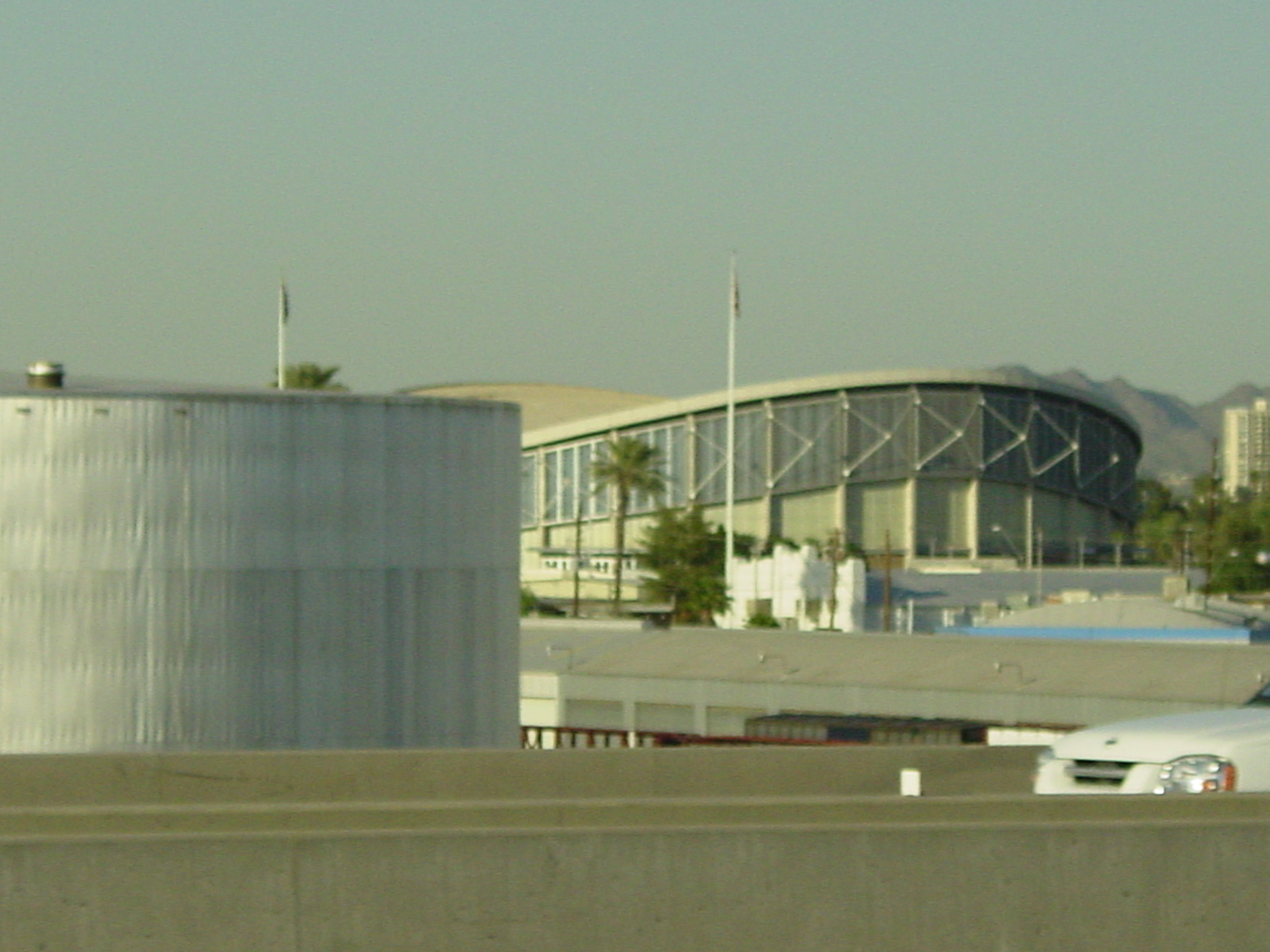
Arizona Veterans Memorial Coliseum aus der Ferne

Anfang der 1960er Jahre begannen die Planungen zum Bau einer Mehrzweckarena; einerseits die Arizona State Fair und andererseits als ganzjähriger Veranstaltungsort für Sport, Konzerte usw. zur Verfügung stehen soll. Zu Anfang lief das Bauprojekt unter dem Namen Arizona State Fairgrounds Exposition Center. 1964 legte der Architekt Leslie J. Mahoney die endgültigen Baupläne vor und im Sommer des Jahres begannen die Bauarbeiten. Im April 1965 bekam das Bauwerk seinen heutigen Namen in Erinnerung an die Kriegsveteranen von Arizona. Am 3. November 1965 wurde die Halle mit der Eisshow Ice Follies eingeweiht. Die von der Grundfläche runde Arena besitzt eine sattelförmige Dachkonstruktion, die von mehr als 1.000 Betonfertigteilen unterstützt wird. Sie war Vorbild für Hallen wie dem Saddledome im kanadischen Calgary oder des Capital Centre, Washington, D.C.
Der Hauptnutzer des Arizona Veterans Memorial Coliseum war die NBA-Mannschaft der Phoenix Suns von 1968 bis zum Umzug in die America West Arena 1992. Das Eishockeyteam der Phoenix Roadrunners der World Hockey Association (WHA) trug von 1974 bis 1977 ihre Spiele in der Arena aus. Die Hallenfußball-Mannschaft Phoenix Inferno (MISL) verbrachte drei Spielzeiten im Veterans Memorial Coliseum von 1980 bis 1983. Von 1997 bis 2001 waren die Phoenix Mustangs der West Coast Hockey League (WCHL) in der Halle beheimatet. Das Basketball-Team Phoenix Eclipse der ABA blieb nur von 2001 bis 2002. Die Hallenfußball-Mannschaft der Arizona Thunder WISL war von 1998 bis 2000 Nutzer der Halle. 2006 trug die Basketballmannschaft Phoenix Flame (IBL) einige Spiele im Coliseum aus, bevor sie zur Grand Canyon University umzogen. Die derzeit einzige Sportveranstaltung im Arizona Veterans Memorial Coliseum ist seit 2009 die Roller Derby League der Arizona Derby Dames.
Am 14. Januar 1975 war die Mehrzweckarena Spielort des NBA All-Star Game. Die Eastern Conference bezwang die Western Conference mit 108:102. Zum MVP des Spiels wurde Walt Frazier von den New York Knicks gewählt, der mit 30 Punkte auch der beste Schütze des Spiels war. Die WCW war 1991 mit ihrem WrestleWar zu Gast. Zur Arizona State Fair finden im Arizona Veterans Memorial Coliseum Konzerte, Comedyshows und andere Veranstaltungen statt. Bis zum Umzug in die modernere Jobing.com Arena in Glendale wurden die High-School-Basketball-Meisterschaften von Arizona im Coliseum ausgetragen. Im Herbst 2005 bekamen Menschen aus New Orleans, wegen des Hurrikan Katrina, Unterschlupf in der Veranstaltungshalle. Während seines Präsidentschaftswahlkampfes 2008 hielt der Demokrat und Senator von Illinois Barack Obama vor etwa 14.000 Besuchern eine Wahlkampfrede im Arizona Veterans Memorial Coliseum.
Aufgrund der Renovierung der Talking Stick Resort Arena ab dem Frühjahr 2020 wird die Frauen-Basketballmannschaft der Phoenix Mercury aus der WNBA ihre Partien der Saison 2020 im Coliseum austragen.